# Europe Cup 1978
De 1e editie van de Europe Cup werd gehouden in 1978 in de West-Duitse plaats Göppingen. Het toernooi werd gewonnen door het Deense Gentofte BK.

## Finale poule
| Team             | Punten | Gespeeld | Gew | Ver | +  | -  | S   |
| ---------------- | ------ | -------- | --- | --- | -- | -- | --- |
| Gentofte BK      | 6      | 3        | 3   | 0   | 19 | 2  | +17 |
| BV Mülheim       | 4      | 3        | 2   | 1   | 16 | 5  | +11 |
| Holly Trinity BC | 2      | 3        | 1   | 2   | 4  | 17 | −13 |
| ASKO Sport Aman  | 0      | 3        | 0   | 3   | 3  | 18 | −14 |

|      |             |       |            |                                    |
| 1978 | Gentofte BK | 5 - 2 | BV Mülheim | Locatie: Göppingen, West-Duitsland |
| 1978 |             |       |            | Locatie: Göppingen, West-Duitsland |
| 1978 |             |       |            | Locatie: Göppingen, West-Duitsland |
| 1978 |             |       |            | Locatie: Göppingen, West-Duitsland |
| 1978 |             |       |            | Locatie: Göppingen, West-Duitsland |
| 1978 |             |       |            | Locatie: Göppingen, West-Duitsland |
| 1978 |             |       |            | Locatie: Göppingen, West-Duitsland |
| 1978 |             |       |            | Locatie: Göppingen, West-Duitsland |

|      |                  |       |                 |                                    |
| 1978 | Holly Trinity BC | 4 - 3 | ASKO Sport Aman | Locatie: Göppingen, West-Duitsland |
| 1978 |                  |       |                 | Locatie: Göppingen, West-Duitsland |
| 1978 |                  |       |                 | Locatie: Göppingen, West-Duitsland |
| 1978 |                  |       |                 | Locatie: Göppingen, West-Duitsland |
| 1978 |                  |       |                 | Locatie: Göppingen, West-Duitsland |
| 1978 |                  |       |                 | Locatie: Göppingen, West-Duitsland |
| 1978 |                  |       |                 | Locatie: Göppingen, West-Duitsland |
| 1978 |                  |       |                 | Locatie: Göppingen, West-Duitsland |

|      |             |       |                 |                                    |
| 1978 | Gentofte BK | 7 - 0 | ASKO Sport Aman | Locatie: Göppingen, West-Duitsland |
| 1978 |             |       |                 | Locatie: Göppingen, West-Duitsland |
| 1978 |             |       |                 | Locatie: Göppingen, West-Duitsland |
| 1978 |             |       |                 | Locatie: Göppingen, West-Duitsland |
| 1978 |             |       |                 | Locatie: Göppingen, West-Duitsland |
| 1978 |             |       |                 | Locatie: Göppingen, West-Duitsland |
| 1978 |             |       |                 | Locatie: Göppingen, West-Duitsland |
| 1978 |             |       |                 | Locatie: Göppingen, West-Duitsland |

|      |            |       |                  |                                    |
| 1978 | BV Mülheim | 7 - 0 | Holly Trinity BC | Locatie: Göppingen, West-Duitsland |
| 1978 |            |       |                  | Locatie: Göppingen, West-Duitsland |
| 1978 |            |       |                  | Locatie: Göppingen, West-Duitsland |
| 1978 |            |       |                  | Locatie: Göppingen, West-Duitsland |
| 1978 |            |       |                  | Locatie: Göppingen, West-Duitsland |
| 1978 |            |       |                  | Locatie: Göppingen, West-Duitsland |
| 1978 |            |       |                  | Locatie: Göppingen, West-Duitsland |
| 1978 |            |       |                  | Locatie: Göppingen, West-Duitsland |

|            |             |       |                  |                                    |
| 1978 7 - 0 | Gentofte BK | 7 - 0 | Holly Trinity BC | Locatie: Göppingen, West-Duitsland |
| 1978 7 - 0 |             |       |                  | Locatie: Göppingen, West-Duitsland |
| 1978 7 - 0 |             |       |                  | Locatie: Göppingen, West-Duitsland |
| 1978 7 - 0 |             |       |                  | Locatie: Göppingen, West-Duitsland |
| 1978 7 - 0 |             |       |                  | Locatie: Göppingen, West-Duitsland |
| 1978 7 - 0 |             |       |                  | Locatie: Göppingen, West-Duitsland |
| 1978 7 - 0 |             |       |                  | Locatie: Göppingen, West-Duitsland |
| 1978 7 - 0 |             |       |                  | Locatie: Göppingen, West-Duitsland |

|      |            |       |                 |                                    |
| 1978 | BV Mülheim | 7 - 0 | ASKO Sport Aman | Locatie: Göppingen, West-Duitsland |
| 1978 |            |       |                 | Locatie: Göppingen, West-Duitsland |
| 1978 |            |       |                 | Locatie: Göppingen, West-Duitsland |
| 1978 |            |       |                 | Locatie: Göppingen, West-Duitsland |
| 1978 |            |       |                 | Locatie: Göppingen, West-Duitsland |
| 1978 |            |       |                 | Locatie: Göppingen, West-Duitsland |
| 1978 |            |       |                 | Locatie: Göppingen, West-Duitsland |
| 1978 |            |       |                 | Locatie: Göppingen, West-Duitsland |

### Winnaar
|                        |
| Vlag van Denemarken    |
| Gentofte BK 1ste titel |

1978 · 
1979 · 
1980 · 
1981 · 
1982 · 
1983 · 
1984 · 
1985 · 
1986 · 
1987 · 
1988 · 
1989 · 
1990 · 
1991 · 
1992 · 
1993 · 
1994 · 
1995 · 
1996 · 
1997 · 
1998 · 
1999 · 
2000 · 
2001 · 
2002 · 
2003 · 
2004 · 
2005 · 
2006 · 
2007 · 
2008 · 
2009 · 
2010 · 
2011 · 
2012 · 
2013 · 
2014 · 
2015